# Hino do estado de Santa Catarina
O Hino do estado de Santa Catarina (Brasil) foi introduzido em 1892 e finalmente sancionado por lei estadual em 6 de setembro de 1895, durante o governo de Hercílio Luz. Tem letra de Horácio Nunes Pires e música de José Brazilício de Souza. A letra, pelo aspecto geral abolicionista, tem sido às vezes considerada pouco representativa do estado.